# Korean Central News Agency
Korean Central News Agency (KCNA) is een Noord-Koreaans persbureau dat eigendom is van de staat en bestaat sinds 5 december 1946. Het hoofdkantoor staat in Pyongyang. De toegang tot de website is geblokkeerd door de Zuid-Koreaanse overheid.